# Jonathan Lardot
Jonathan Lardot (31 januari 1984) is een Belgisch voormalig voetbalscheidsrechter. Hij debuteerde in de Jupiler Pro League tijdens het seizoen 2011/12. Hij is aangesloten bij Ouffet Warzée, een club uit de provincie Luik.

## Carrière
Op 7 juli 2013 floot Lardot een kwalificatiewedstrijd voor het EK -21 tussen Albanië -21 en Hongarije -21.
Op 11 juli 2013 floot hij voor het eerst in een voorrondewedstrijd van de  Europa League tussen het Hongaarse Budapest Honvéd en het Montenegrijnse FK Čelik.
Op 26 juli 2013 floot hij het openingsduel van het seizoen 2013/14 in de Jupiler Pro League tussen Club Brugge en Sporting Charleroi. Hij deelde meteen twee rode kaarten uit, aan Timmy Simons en Damien Marcq. De rode kaart voor Simons werd door velen als onterecht gezien.
Op 20 juli 2014 floot Lardot de Belgische Supercup, een wedstrijd tussen landskampioen RSC Anderlecht en bekerwinnaar K.S.C. Lokeren, uitslag 2 - 1. Deze wedstrijd was een heruitgave van de supercup van 2012.
Na het seizoen 2023/24 stopte Lardot als scheidsrechter, en ging hij aan de slag als technisch directeur arbitrage bij de Belgische voetbalbond.

## Erelijst
Op 14 mei 2018 werd Lardot, door de spelers, verkozen tot scheidsrechter van het Jaar 2017/2018.
In het seizoen 2020/21 werd hij opnieuw verkozen tot scheidsrechter van het jaar. In het seizoen 2023/24 werd hij opnieuw verkozen tot scheidsrechter van het jaar.

## Interlands
| Datum            | Plaats                 | Wedstrijd                   | Uitslag | Competitie                  | Kreeg geel | Kreeg voor de tweede keer geel en dus rood | Weggestuurd |
| ---------------- | ---------------------- | --------------------------- | ------- | --------------------------- | ---------- | ------------------------------------------ | ----------- |
| 26 maart 2013    | Luxembourg             | Luxemburg – Finland         | 0 – 3   | Vriendschappelijk           | 2          | 0                                          | 0           |
| 18 november 2014 | Tallinn                | Estland – Jordanië          | 1 – 0   | Vriendschappelijk           | 3          | 0                                          | 0           |
| 11 oktober 2015  | Brussel, België        | Nigeria – Kameroen          | 3 – 0   | Vriendschappelijk           | 3          | 1                                          | 0           |
| 25 maart 2016    | Luxemburg              | Luxemburg – Bosnië en Herz. | 0 – 3   | Vriendschappelijk           | 2          | 0                                          | 0           |
| 24 maart 2017    | Vaduz                  | Liechtenstein – Macedonië   | 0 – 3   | Kwalificatie WK 2018        | 3          | 0                                          | 0           |
| 28 maart 2017    | Brussel, België        | Kameroen – Guinee           | 1 – 2   | Vriendschappelijk           | 6          | 0                                          | 0           |
| 18 november 2018 | Belfast, Noord-Ierland | Noord-Ierland – Oostenrijk  | 1 – 2   | UEFA Nations League 2018/19 | 3          | 0                                          | 0           |

Laatste aanpassing op 18 november 2018